# Mont Lema
Le mont Lema (Monte Lema) est un sommet des Alpes lépontines situé à la frontière entre la Suisse et l'Italie et culminant à 1 619 ou 1 621 m d'altitude.

## Géographie

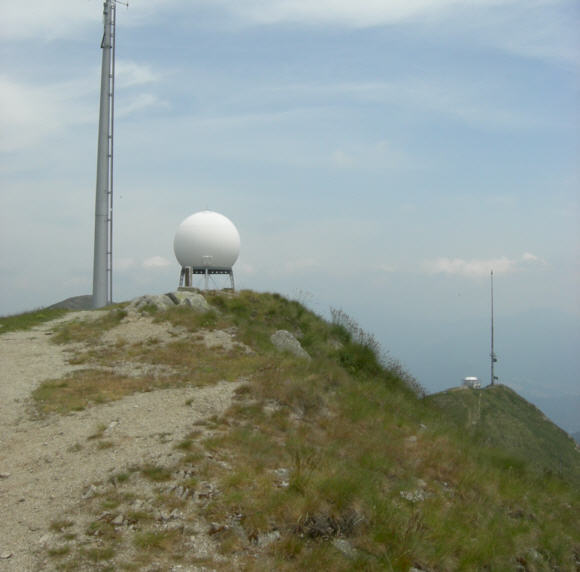
Radar météo au sommet.

Au sommet se trouvent un restaurant avec un petit service hôtelier, un observatoire astronomique amateur ainsi qu'une station météorologique avec une antenne radar.

## Téléphérique
Un téléphérique permet de gravir le versant sud du mont Lema. Construit en 1952 et rénové en 1998, il peut transporter 45 personnes dans chaque sens, dans 2 trains de 3 cabines de 15 places. La station de départ est située à 709 m d'altitude dans le village de Miglieglia. La station d'arrivée est située à 1 550 m d'altitude, légèrement à l'est du sommet géographique. Le téléphérique dessert un restaurant d'altitude et plusieurs sentiers pédestres, notamment un itinéraire de crête qui relie le téléphérique du mont Lema à celui du Monte Tamaro. Il n'est actuellement pas exploité pendant la saison d'hiver.

## Ancien domaine skiable
Le sommet du mont Lema abritait jusqu'en 2003[réf. souhaitée] un petit domaine skiable composé de deux téléskis, reliés par téléphérique au village de Miglieglia. Les pistes s'étageaient entre 1 360 et 1 619 m d'altitude, sur le versant nord du mont Lema ainsi que le versant ouest du Poncione di Breno. L'exploitation hivernale du téléphérique et du domaine skiable a cessé dès l'hiver 2003/2004, en raison de difficultés financières. Les deux téléskis sommitaux ont aujourd'hui été démontés.